# Meursault, contre-enquête
Meursault, contre-enquête est un roman écrit en français de Kamel Daoud paru en octobre 2013 aux éditions Barzakh en Algérie et subséquemment le 7 mai 2014 chez Actes Sud en France. Le roman reçoit le prix Goncourt du premier roman en 2015. Il se présente à la fois comme une réécriture postcoloniale de L’Étranger et comme un hommage à Albert Camus.

## Historique du roman
Après une série de recueils de nouvelles, Meursault, contre-enquête constitue le premier roman du journaliste et écrivain algérien d'expression française Kamel Daoud. Écrit en français, il s'attache à créer un contrepoint au personnage anonyme de l'« Arabe » de L'Étranger d'Albert Camus paru en 1942.

## Synopsis
Le narrateur du roman est le frère de l'« Arabe » tué par Meursault dans L’Étranger, le fameux roman d’Albert Camus, et relate « sa propre version des faits ».

## Prix et distinctions
- Prix François-Mauriac de la région Aquitaine en 2014.
- Prix des cinq continents de la Francophonie en 2014[3].
- Prix Goncourt du premier roman en 2015[4]
- Dans la liste finale pour le prix Goncourt en  2014[5]

## Éditions
- Éditions Barzakh, Alger, 2013,  (ISBN 9789931325567)
- Actes Sud, Arles, 2014  (ISBN 978-2330033729).

## Adaptation au théâtre
- 2015 : Meursaults[6], adaptation en monologue théâtral par Philippe Berling, metteur en scène et directeur du Théâtre liberté de Toulon ; la pièce a été jouée au 69e Festival d'Avignon du 21 au 25 juillet 2015, au théâtre Benoît-XII.